# Lotfi Benzarti
Pour les articles homonymes, voir Benzarti.
 (janvier 2018).
Si vous disposez d'ouvrages ou d'articles de référence ou si vous connaissez des sites web de qualité traitant du thème abordé ici, merci de compléter l'article en donnant les références utiles à sa vérifiabilité et en les liant à la section « Notes et références ».
Lotfi Benzarti (arabe : لطفي البنزرتي), né le 4 décembre 1952 à Monastir, est un joueur et entraîneur de football tunisien. Il est le frère de l'entraîneur Faouzi Benzarti.